# Прекидачи снаге
Прекидачи снаге су високонапонски апарати који могу да укључе и искључе струјно коло кроз које протиче било која вредност струје од најмање вредности до пуне вредности струје кратког споја. При томе, они морају да подносе и издрже сва термичка и динамичка напрезања која се у процесу прекидања струје појављују.
Може се рећи да је високонапонски прекидач главни заштитни апарат у постројењима високог напона. Да се не би опрема захваћена кратким спојем напрезала и евентуално оштетила, високонапонски прекидач мора врло брзо прекинути струју кратког споја, односно одвојити део постројења који је у квару. Савремени прекидачи то чине за неколико периода, нпр. за 40-60 ms.
Отварањем контаката прекидача појављује се електрични лук због веома велике температуре, односно велике струје која у тренутку геометријског раздвајања контаката пролази кроз пол прекидача. Због тако високе температуре, на контактима прекидача долази до делимичног топљења контактног материјала (висока температура је последица изузетно велике густине струје). Међуконтактни простор је постао проводан и одржава се електрични лук - струја протиче и даље, иако су се контакти отворили. Електрична струја омогућава луку да се одржава, при чему се молекули из стабла лука распадају на атоме (долази до дисоцијације), који се распадају на позитивне јоне и електроне (долази до термојонизације). Степен дисоцијације и термојонизације зависи од температуре лука. Зависно од врсте прекидача, температура лука може достићи и до 15.000°К, па и 20.000°К.
Електрична отпорност лука нагло расте када његова температура опада и то при сваком проласку струје кроз нулу. Пад напона (напон електричног лука) ће у моменту проласка струје кроз нулу нагло порасти, јер се у том моменту нагло повећала отпорност. 
Из овога се може закључити да је најпогоднији тренутак за гашење лука онај када струја пролази кроз нулу (тада је отпрност лука велика, а напон лука висок). Електрични лук у прекидачу ће се угасити онда, када напон потребан за одржавање лука буде већи од напона међу контактима прекидача.
Дакле, процес гашења електричног лука у прекидачу снаге одвија се снижавањем температуре међу контактима прекидача и одвођењем створених гасова из међуконтактног простора. Тиме се повећава електрична отопорност лука, а самим тим и напон поновног паљења. Снижавањем температуре лука (разним средствима за гашење лука) онемогућава се термојонизација, а тако се јони и електрони поново спајају, а у међуконтактни простор (комору за гашење електричног лука) се убацује средство мање електричне проводности.
Конструктивни облици прекидача:
- прекидачи са ваздушним гашењем лука,
- хидроматски прекидачи,
- уљни прекидачи,
- прекидачи са магнетним гашењем лука,
- пнеуматски прекидачи,
- малоуљни прекидачи,
- вакуумски прекидачи,
- прекидачи са гасом SF6.

Хидроматски прекидачи
Ови прекидачи раде као и малоуљни, с том разликом што се за гашење лука користи дестилована вода, којој се ради снижавања тачке смрзавања додаје гликол. Ова смеша дестиловане воде и гликола назива се хидрин и отуда се ови прекидачи називају хидроматски. Снижавањем тачке смрзавања смањује се испаравање, а ово је нарочито важно за постројења под ведрим небом. Гликол има добру особину да при појави електричног лука повећава количину пара које повољно утичу на његово гашење.
Уљни прекидачи
Контакти прекидача су постављени у суд са великим садржајем уља. Углавном су у једном суду (казану) смештени полови све три фазе за напон до 38kV, а за више напоне сваки пол има посебан суд (за један пол уљног прекидача 220kV, потребно је око 20Т уља). 
Приликом геометријског раздвајања контаката (покретни контакт се помера наниже) ствара се електрични лук који око себе ствара уљне гасове односно, гасни простор. Настале уљне паре подижу ниво уља у суду. Повећањем хода покретног контакта, повећава се простор испуњен овим парама, па се ниво уља у суду све више подиже. Добро конструисани прекидачи гасе лук пре него кроз отвор за гасове почне да излази уље.
Процес стварања уљних пара при сваком прекидању (појави електричног лука) је негативна особина уљних прекидача јер:
- притисак ових пара може оштетити суд са уљем и довести до експлозије прекидача,
- гасови изашли из прекидача могу бити запаљени случајном варницом па настаје хаварија постројења где се овакав прекидач налази.

Ова врста прекидача се више не производи.
Прекидачи са магнетним одувавањем лука
Овај прекидач ради на следећем принципу: створени лук између непокретног и покретног контакта се "одува" помоћу јаке електромагнетне силе. На ред са главним непокретним и покретним контактима везан је намотај који у тренутку прекидања јако побуђује магнет. Овако јако магнетно поље ствара јаку електромагнетну силу F која "одувава" тј. развлачи електрични лук. Повећана дужина лука изазива хлађење и дејонизацију. Ови прекидачи су веома погодни за велике називне струје (реда неколико хиљада ампера), а за називне напоне до 24kV.
Пнеуматски прекидачи
Код ових прекидача средство за гашење електричног лука је сабијени ваздух који се добија из посебног компресорског постројења.
У тренутку раздвајања контаката (стварања електричног лука) ваздух под притиском одувава електрични лук попречно или подужно.
Малоуљни прекидачи
Код ових прекидача уље искључиво служи као средство за гашење лука, а не као попречне или подужне изолације (између фаза и према земљи). С обзиром на то потребна је веома мала количина уља по полу прекидача (нпр 2 до 3 литре за 12kV прекидаче или 50 литара за 123kV прекидаче).
За изолацију према земљи или између полова користи се пресовани папир (пертинакс) или епокси смола (код прекидача за унутрашње просторе), односно порцелан (код прекидача за спољне просторе).
Лучна комора и контакти ових прекидача, смештени су у изолационој цеви, која се израђује од слојевитих материјала са везивима од епокси смоле, а за спољашњу монтажу се употребљавају ребрасте цеви од Порцелана.
Вакуумски прекидачи
Најсавременија врста прекидача за напоне до 38kV је вакуумски прекидач. Употреба ових прекидача на вишим напонским нивоима са више прекидних места је напуштена из економских разлога. Ово су механички најједноставнији прекидачи снаге.
Процес прекидања електричног лука у вакууму се знатно разликује од процеса прекидања у другим срединама (прекидачима). У другим срединама лук се састоји од јона и електрона. Код вакуумског прекидача не постоје електрони него само јони који се издвајају из контаката прекидача. Непосредно пре проласка струје кроз нулу, процес јонизације се прекида и долази до нагле кондензације металних пара на електродама и металним екранима, чиме се осигурава ефикасно прекидање струје. Пошто не постоји изолационо средство, топлота се не може нагло издвојити, веч се губи саморадијацијом лучног стуба на екран вакуумске коморе.
Вакуум је изузетно ефикасна средина за прекидање електричне струје, па се веома брзо успоставља диелектрична чврстоћа у међуконтактном простору. Време прекидања не зависи од струје, као код осталих врста прекидача, а углавном прекидач прекида при првом проласку струје кроз нулу. Отуда је и време прекидања ових прекидача знатно мање него код осталих врста прекидача.
Контакти вакуумских прекидача много дуже трају него код било које друге врсте прекидача, увек су чисти и практично не захтевају никакво одржавање осим редовне ревизије погонског механизма, због чега ови прекидачи имају веома дуг експлоатациони век. Затим, ова врста прекидача има занемарљив ризик од пожара и експлозије. Имају мали ход контаката (мало растојање између контаката сме се дозволити због веома велике диелектричне чврстоће вакуума), маса и димензије ових прекидача су мале а рад им је тих. Ради постизања мањих димензија прекидача и боље спољашње изолације, вакуумске коморе се смештају у гас SF6.
Због наведених квалитета, већина произвођача се оријентишу на вакуумске прекидаче. 
Главни недостатак ових прекидача је њихова релативно висока цена.Још један недостатк им је појава значајних пренапона при прекидању малих индуктивних струја.
Прекидачи са гасом SF6 (сумпорхексафлуор)
Гас SF6 је без боје, укуса и мириса, није отрован, није хемијски агресиван, није запаљив. ХЕмијски је стабилан и не реагује са околним материјалима све до 500 °C. Густоћа му је 5 пута већа од ваздуха. Диелектрична чврстоћа на атмосферском притиску му је 2,35 пута већа од ваздуха и расре са повећањем притиска (на 3 пута већем притиску од атмосферског, диелектрична чврстоћа му је већа него код уља). Око 100 пута је ефикаснији у процесу гашења електричног лука у поређењу са ваздухом.
Гас SF6 поседује изузетне диелектричне карактериситике из два разлога. Први разлог је што су димензије молекула гаса SF6 знатно веће него димензије молекула азота или кисеоника. То значи да је ефективна површина попречног пресека молекула гаса SF6 веча за електроне убрзане електричним пољем, изазивајући знатно већи број судара по јединици пређеног пута електрона у односу на молекуле гасова из састава ваздуха. Крајњи ефекат је исти као када би молекули гасова из састава ваздуха били на повећаном притиску. Електрони се услед већег броја судара много ефикасније успоравају и ефекат ударне јонизације је знатно слабије изражен него у ваздуху при истом притиску.
Други разлог је што се молекули гаса SF6 одликују електро-негативношћу, што значи да могу да прихвате слободне електроне и образују слабо покретљиве негативне јоне, што успорава процес ударне јонизације. Са друге стране, због великог ефективног попречног пресека молекула гаса SF6 догађа се велики број судара у којима практично сви слободни електрони бивају заробљени, образујући тешке негативне јоне.
У последњој електронској путањи молекула гаса SF6 недостаје један електрон до њеног попуњења. Из тог разлога молекули гаса SF6 показују изражено привлачно деловање за електроне. Горенаведене особине су иузетно погодне за коришћење гаса SF6 као изолационог средства, мада има и других гасова који садрже атоме флуора са сличним особинама (нпр, фреон). Међутим, карактеристике гаса SF6 у погледу гашења лука су јединствене.
Максимум топлотне проводности за гас SF6 наступа при температури од око 2000К, за разлику од азота, код кога овај максимум наступа при температури од 6000К.
Према начину прекидања електичног лука SF6 прекидачи се могу поделити на следеће типове:
- Прекидачи са SF6 гасом са два притиска,
- Аутопнеуматски SF6 прекидачи,
- Аутоекспанзиони SF6 прекидачи,
- SF6 прекидачи са ротирајућим луком (са магнетном ротацијом лука)